# Арнијер сир Итон
Арнијер сир Итон (фр. Arnières-sur-Iton) насеље је и општина у северној Француској у региону Горња Нормандија, у департману Ер која припада префектури Евре.
По подацима из 2011. године у општини је живело 1.593 становника, а густина насељености је износила 130,68 становника/km². Општина се простире на површини од 12,19 km². Налази се на средњој надморској висини од 80 метара (максималној 150 m, а минималној 66 m).

## Демографија
| 1962. | 1968. | 1975. | 1982. | 1990. | 1999. | 2011. |
| ----- | ----- | ----- | ----- | ----- | ----- | ----- |
| 1.063 | 1.132 | 1.209 | 1.443 | 1.571 | 1.500 | 1.593 |

График промене броја становника у току последњих година